# Ja’el German

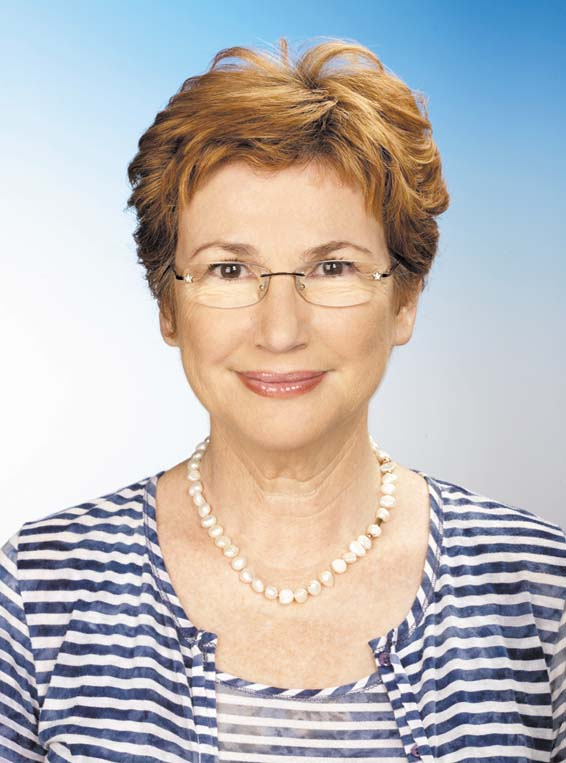
Ja’el German

Ja’el German (hebräisch יעל גרמן; * 4. August 1947 in Haifa) ist eine israelische Politikerin, die von 1998 bis 2013 Bürgermeisterin von Herzlia war. Sie war u. a. früher Mitglied von Meretz und ist nun Mitglied von Jesch Atid sowie Abgeordnete der 19. und 20. Knesset. Im März 2020 trat sie zunächst aufgrund eines Schlaganfalls als Knesset-Abgeordnete zurück. Sie war von 2013 bis 2014 Gesundheitsministerin Israels. 2022 diente sie, von Außenminister Lapid 2021 ernannt, für weniger als ein Jahr als israelische Botschafterin in Frankreich. Am 29. Dezember 2022 trat sie aus Protest gegen die neugewählte Netanjahu-Regierung, deren politische Linie sie nicht vertreten könne, als Botschafterin zurück. Mit ihrem Rücktritt verstieß sie bewusst gegen die israelische Dienstordnung, die vorschreibt, dass Diplomaten keine öffentlichen politischen Positionen einnehmen oder persönliche politische Äußerungen abgeben dürfen.